# علیرضا حقیقی
علیرضا حقیقی (زاده ۱۲ اردیبهشت ۱۳۶۷ در تهران) بازیکن فوتبال اهل ایران است که در پست دروازه بان  در باشگاه صنعت نفت آبادان بازی می‌کند.
او سابقه بازی در باشگاه‌های فوتبال پرسپولیس، اسپورتینگ، پنافیل، ماریتیمو، اسکیلستونا، سوندسوال، گل‌گهر و نساجی مازندران را دارد. وی همچنین دروازه‌بان نخست تیم ملّی فوتبال ایران در جام جهانی ۲۰۱۴ برزیل و جام ملتهای آسیا ۲۰۱۵ استرالیا بود. همچنین از علیرضا حقیقی به عنوان جوان‌ترین کاپیتان تاریخ باشگاه فوتبال پرسپولیس نیز یاد می‌شود.

## کودکی و شروع کار حرفه‌ای
علیرضا حقیقی متولد ۱۲ اردیبهشت ماه ۱۳۶۷ در تهران است. پدرش متولد تهران است ولی اصلیت خانواده به زنجان برمی‌گردد. او در مصاحبه‌ای گفت: «از کودکی عشق فوتبال و دروازه‌بانی داشتم برای همین بیش‌تر اوقاتم به فوتبال می‌گذشت تا این‌که تصمیم گرفتم به‌طور رسمی و حرفه‌ای وارد دنیای فوتبال شوم. برای همین کارم را از تیم‌های پایه شروع کردم.»

## دوران حرفه‌ای

### پرسپولیس تهران
علیرضا حقیقی زمانی که ۱۸ سال داشت در تاریخ ۲۵ مهر ۱۳۸۵ قرارداد خود را با باشگاه پرسپولیس ثبت کرد. او اوّلین بازی خود را در برابر سایپا وقتی که فرشید کریمی از بازی اخراج شد انجام داد و توانست ضربه پنالتی علی دایی را دفع کند.
در فصل بعد به دلیل وجود دروازه‌بانان ملی‌پوشی مانند حسن رودباریان مرد شماره یک تیم ملی ایران و مهدی واعظی، حقیقی تبدیل به یک نیمکت‌نشین مطلق و حتّی سکونشین شد و اغلب جایی در لیست ۱۸ نفره تیم نداشت تا این‌که در فصل ۸۷–۸۸ با مصدومیّت میثاق معمارزاده در ابتدای فصل و مصدومیّت و نارضایتی مسئولین فنّی از مهدی واعظی، وی توانست در اکثر بازی‌های پرسپولیس به عنوان مرد شماره یک بازی انتخاب شود و درون دروازه قرار گیرد. حقیقی جوان‌ترین بازیکن تاریخ پرسپولیس است که تا به حال بازوبند کاپیتانی پرسپولیس را بر بازو بسته است. حقیقی در آن سال‌ها در بسیاری از بازی‌های پرسپولیس به میدان رفت و علی‌رغم جوانی‌اش بازی‌های خوبی را از خود به نمایش گذاشت. از بازی در دربی‌های مختلف پایتخت تا بازی در لیگ قهرمانان آسیا، حقیقی شماره یک پرسپولیس بود.

### روبین کازان روسیه
علیرضا حقیقی در ۱۴ ژانویه ۲۰۱۲ با امضاء قراردادی ۴ ساله به روبین کازان (قازان) روسیه پیوست. در آن دوران حقیقی نیمکت نشین روبین کازان شد. حتی بازی‌های خوبش در تیم ملی فوتبال ایران هم نتوانست نظر مربیان روبین کازان را به خود جلب کند.

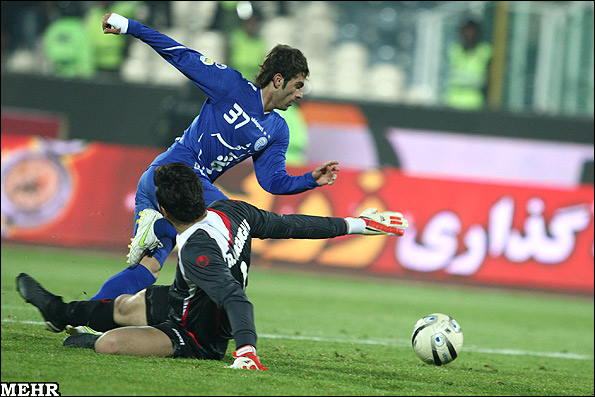
علیرضا حقیقی در دربی پایتخت

### پرسپولیس تهران(قرضی)
علیرضا حقیقی در ۱۸ ژوئیه ۲۰۱۳ با قراردادی به مدّت شش‌ماه به صورت قرضی به پرسپولیس پیوست. وی در دو بازی جام حذفی فوتبال ایران که در برابر تیم‌های پدیده مشهد و الوند همدان انجام شده بود به عنوان دروازه‌بان برای پرسپولیس به میدان رفت.
با پایان قرارداد، وی در تاریخ ۳ دسامبر ۲۰۱۳ از این تیم جدا شد.

### اسپورتینگ کوویلیا(قرضی)
علیرضا حقیقی پس از بازگشت به باشگاه روبین کازان در نقل و انتقالات نیم فصل زمستانی ژانویه ۲۰۱۴ به صورت قرضی به اسپورتینگ کوویلیا در لیگ دسته دوم پرتغال پیوست.

### پنافیل پرتغال(قرضی)
علیرضا حقیقی در ۲۴ اوت ۲۰۱۴ با یک قرارداد قرضی یک ساله به پنافیل در لیگ برتر فوتبال پرتغال پیوست. حقیقی در بیشتر بازی‌های پنافیل در لیگ پرتغال سنگربان اول تیمش بود. اما با پایان فصل و سقوط پنافیل به دسته پایین‌تر حقیقی نیز از آن جدا شد.

### ماریتیمو پرتغال
در ماه ژانویه سال ۲۰۱۶، حقیقی با جدایی از روبین‌کازان، به باشگاه پرتغالی ماریتیمو پیوست. یک سال بعد و در ماه ژانویه ۲۰۱۷، برخی رسانه‌های ایرانی، خبر از پیوستن او به تیم انگلیسی پورت ویل دادند.

### اسکیلستونا سوئد
علیرضا حقیقی در سال ۲۰۱۷ به اسکیلستونا پیوست. حقیقی ۱۷ بازی در آن نیم فصل انجام داد و در پایان فصل توانست سومین دروازه‌بان برتر لیگ شود.

### سوندسوال سوئد
وی سپس در سوندسوال سوئد حضور داشت.

### نساجی مازندران
علیرضا حقیقی پس از بازگشت به لیگ برتر ایران به نساجی مازندران پیوست. وی در ۲۱ بازی برای نساجی مازندران توان ۱۱ کلین شیت ثبت کند و در نزد هواداران نساجی محبوبیت بالایی کسب کند و آنها به او لقب عقاب مازندران را دادند

### گل گهر سیرجان
وی در سال ۱۳۹۹ با عقد قراردادی یک ساله به گل گهر سیرجان پیوست و در ۱۸ بازی برای این تیم توانست ۶ کلین شیت کند و آخر فصل به دلیل اختلاف با مدیران باشگاه از این تیم جدا شد.

### نساجی مازندران
علیرضا حقیقی در تاریخ ۴ شهریور ۱۴۰۰ برای دومین مرتبه به عقد قراردادی ۲ ساله به عضویت نساجی مازندران درآمد تا شاگرد ساکت الهامی شود.

### خیبر خرم آباد
علیرضا حقیقی در ۲۰ بهمن ۱۴۰۳ به خیبر خرم آباد پیوست.

### نفت آبادان
پس از حضور مسعود شجاعی سرمربی جدید این تیم وی برای فصل ۱۴۰۴ لیگ آزادگان به تیم صنعت نفت پیوست.

## آمار حرفه‌ای باشگاهی
تا تاریخ ۰۶ مرداد ۱۳۹۹
(دروازه بسته) CS = Clean Sheets
| ایران       | ایران      | فصل        | لیگ  | لیگ | جام حذفی | جام حذفی | آسیا  | آسیا  | مجموع | مجموع |
| باشگاه      | دسته       | فصل        | بازی | CS  | بازی     | CS       | بازی  | CS    | بازی  | CS    |
| ----------- | ---------- | ---------- | ---- | --- | -------- | -------- | ----- | ----- | ----- | ----- |
| پرسپولیس    | لیگ برتر   | ۲۰۰۶–۰۷    | ۴    | ۲   | ۰        | ۰        | –     | –     | ۴     | ۲     |
| پرسپولیس    | لیگ برتر   | ۲۰۰۷–۰۸    | ۰    | ۰   | ۰        | ۰        | –     | –     | ۰     | ۰     |
| پرسپولیس    | لیگ برتر   | ۲۰۰۸–۰۹    | ۲۰   | ۷   | ۱        | ۱        | ۳     | ۱     | ۲۴    | ۹     |
| پرسپولیس    | لیگ برتر   | ۲۰۰۹–۱۰    | ۱۵   | ۵   | ۴        | ۲        | –     | –     | ۱۹    | ۷     |
| پرسپولیس    | لیگ برتر   | ۲۰۱۰–۱۱    | ۲۰   | ۶   | ۶        | ۲        | ۳     | ۱     | ۲۹    | ۹     |
| پرسپولیس    | لیگ برتر   | ۲۰۱۱–۱۲    | ۱۴   | ۴   | ۳        | ۱        | ۰     | ۰     | ۱۷    | ۵     |
| روسیه       | روسیه      | فصل        | لیگ  | لیگ | جام حذفی | جام حذفی | اروپا | اروپا | مجموع | مجموع |
| باشگاه      | دسته       | فصل        | بازی | CS  | بازی     | CS       | بازی  | CS    | بازی  | CS    |
| روبین کازان | لیگ برتر   | ۲۰۱۱–۱۲    | ۱    | ۰   | ۰        | ۰        | ۰     | ۰     | ۱     | ۰     |
| روبین کازان | لیگ برتر   | ۲۰۱۲–۱۳    | ۰    | ۰   | ۰        | ۰        | ۰     | ۰     | ۰     | ۰     |
| ایران       | ایران      | فصل        | لیگ  | لیگ | جام حذفی | جام حذفی | آسیا  | آسیا  | مجموع | مجموع |
| باشگاه      | دسته       | فصل        | بازی | CS  | بازی     | CS       | بازی  | CS    | بازی  | CS    |
| پرسپولیس    | لیگ برتر   | ۲۰۱۳–۱۴    | ۰    | ۰   | ۲        | ۱        | –     | –     | ۲     | ۱     |
| پرتغال      | پرتغال     | فصل        | لیگ  | لیگ | جام حذفی | جام حذفی | اروپا | اروپا | مجموع | مجموع |
| باشگاه      | دسته       | فصل        | بازی | CS  | بازی     | CS       | بازی  | CS    | بازی  | CS    |
| کوویلیا     | لیگ دوم    | ۲۰۱۳–۱۴    | ۱۲   | ۴   | ۰        | ۰        | –     | –     | ۱۲    | ۴     |
| پنافیل      | لیگ برتر   | ۲۰۱۴–۱۵    | ۲۲   | ۵   | ۱        | ۰        | –     | –     | ۲۳    | ۵     |
| ماریتیمو    | لیگ برتر   | ۲۰۱۵–۱۶    | ۴    | ۱   | ۱        | ۰        | ۰     | ۰     | ۵     | ۱     |
| ماریتیمو    | لیگ برتر   | ۲۰۱۶–۱۷    | ۰    | ۰   | ۰        | ۰        | ۰     | ۰     | ۰     | ۰     |
| روسیه       | روسیه      | فصل        | لیگ  | لیگ | جام حذفی | جام حذفی | اروپا | اروپا | مجموع | مجموع |
| باشگاه      | دسته       | فصل        | بازی | CS  | بازی     | CS       | بازی  | CS    | بازی  | CS    |
| روبین کازان | لیگ برتر   | ۲۰۱۵–۱۶    | ۰    | ۰   | ۱        | ۰        | ۰     | ۰     | ۱     | ۰     |
| سوئد        | سوئد       | فصل        | لیگ  | لیگ | جام حذفی | جام حذفی | اروپا | اروپا | مجموع | مجموع |
| باشگاه      | دسته       | فصل        | بازی | CS  | بازی     | CS       | بازی  | CS    | بازی  | CS    |
| اسکیلستونا  | لیگ برتر   | ۲۰۱۷       | ۱۷   | ۲   | ۰        | ۰        | ۰     | ۰     | ۱۷    | ۲     |
| سوندسوال    | لیگ برتر   | ۲۰۱۸       | ۱    | ۱   | ۰        | ۰        | ۰     | ۰     | ۱     | ۱     |
| ایران       | ایران      | فصل        | لیگ  | لیگ | جام حذفی | جام حذفی | آسیا  | آسیا  | مجموع | مجموع |
| باشگاه      | دسته       | فصل        | بازی | CS  | بازی     | CS       | بازی  | CS    | بازی  | CS    |
| نساجی       | لیگ برتر   | ۲۰۱۹–۲۰    | ۲۱   | ۱۱  | ۰        | ۰        | –     | –     | ۲۱    | ۱۱    |
| گل‌گهر       | لیگ برتر   | ۲۰۲۰–۲۱    | ۱۸   | ۶   | ۲        | ۱        | –     | –     | ۲۰    | ۷     |
| مجموع       | ایران      | ایران      | ۱۰۸  | ۳۹  | ۱۷       | ۵        | ۶     | ۲     | ۱۳۰   | ۴۸    |
| مجموع       | روسیه      | روسیه      | ۱    | ۰   | ۱        | ۰        | ۰     | ۰     | ۲     | ۰     |
| مجموع       | پرتغال     | پرتغال     | ۳۸   | ۱۰  | ۲        | ۰        | ۰     | ۰     | ۴۰    | ۱۰    |
| مجموع       | سوئد       | سوئد       | ۱۷   | ۲   | ۰        | ۰        | ۰     | ۰     | ۱۷    | ۲     |
| مجموع آمار  | مجموع آمار | مجموع آمار | ۱۶۴  | ۵۱  | ۲۰       | ۵        | ۶     | ۲     | ۱۸۹   | ۶۰    |

## تیم ملی فوتبال ایران

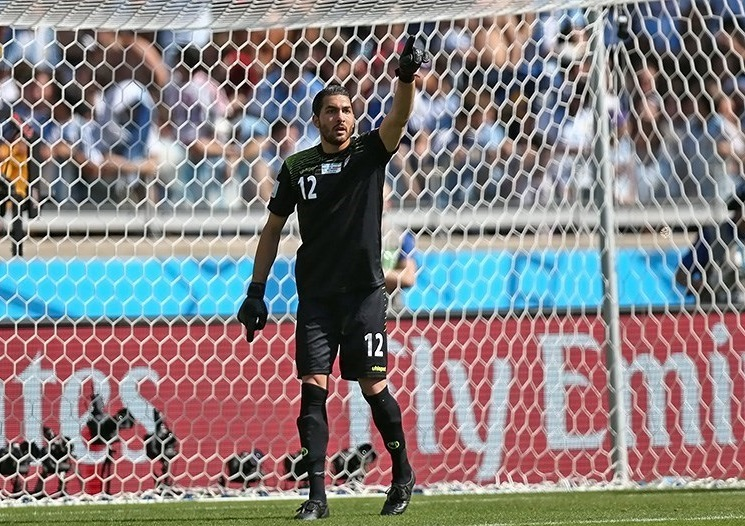
علیرضا حقیقی با پیراهن تیم ملی فوتبال ایران(جام جهانی ۲۰۱۴ برزیل)

علیرضا حقیقی در بازی دوستانه مقابل تیم ملی فوتبال فلسطین در سال ۱۳۸۹ یک‌نیمه در دروازه تیم ملی فوتبال ایران قرار گرفت و اوّلین بازی ملّی خود را تجربه کرد. او در ۵ رده ملی بازی کرده است که یک رکورد برای او است. 

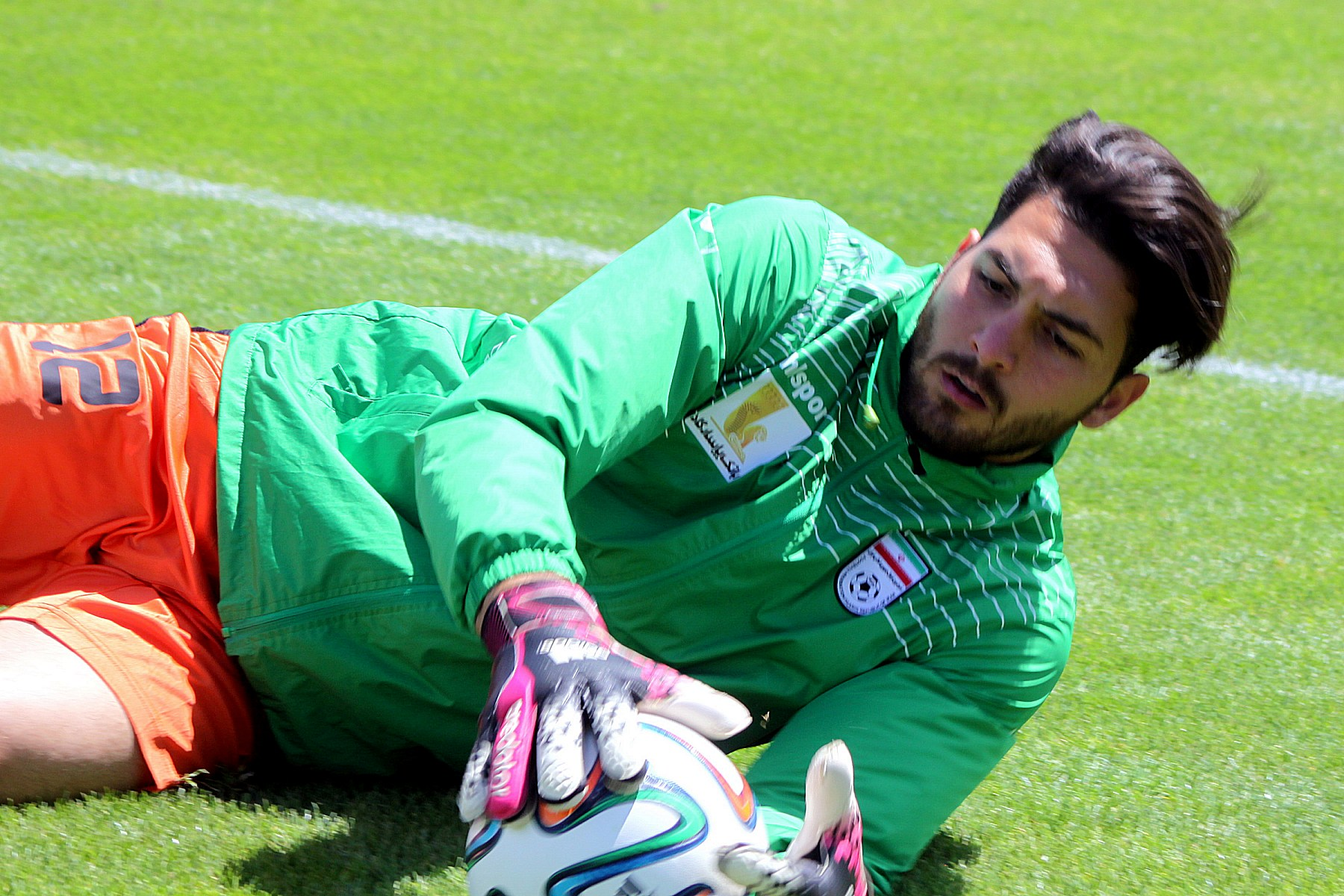
حقیقی در تمرینات تیم ملی

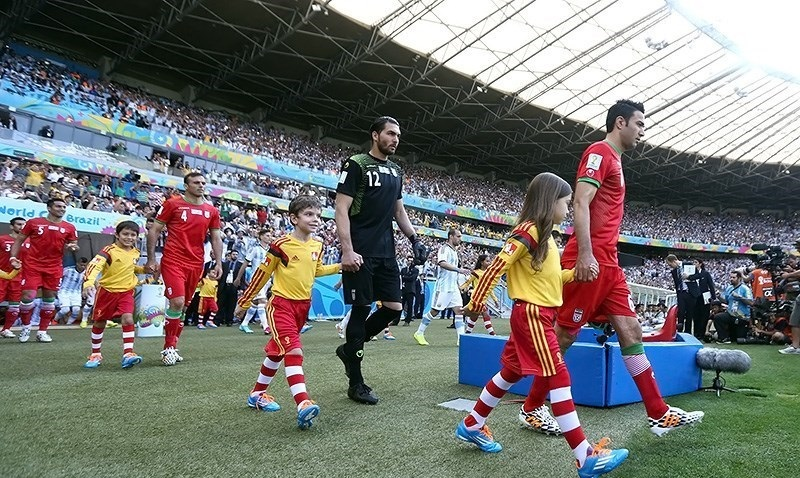
حقیقی مراسم پیش از بازی ایران و آرژانتین

علیرضا حقیقی اولین‌بار در مسابقات نونهالان غرب آسیا در قطر در سال ۱۳۸۱ برای تیم ملّی بازی کرد که در آن زمان ۱۴ ساله بود. او در مسابقات نوجوانان آسیا در سال ۱۳۸۳ در ژاپن نیز بازی کرد و در سال ۱۳۸۵ در تیم ملّی جوانان در مسابقات قهرمانی آسیا در هند در ۳ بازی در ترکیب تیم ملی قرار گرفت. حقیقی در همان سال به تیم ملّی امید دعوت شد و در بازی‌های آسیایی ۲۰۰۶ و مقدماتی المپیک ۲۰۰۸ عضو تیم ملّی امید بود. دروازه‌بان پرسپولیس در زمان مربی‌گری افشین قطبی برای اوّلین‌بار به تیم ملّی دعوت شد تا این‌که مقابل فلسطین اوّلین بازی ملّی‌اش را انجام داد.

### جام جهانی ۲۰۱۴ برزیل
علیرضا حقیقی در بازی نخست تیم ملّی فوتبال ایران در رقابت‌های جام جهانی ۲۰۱۴ در برابر تیم ملّی نیجریه در ترکیب تیم قرار گرفت و اوّلین دروازه‌بان تاریخ فوتبال ایران شد که توانست دروازهٔ این تیم را در یک بازیِ جام‌جهانی بسته نگه دارد. او همچنین در بازی مقابل آرژانتین و بوسنی و هرزگوین به میدان رفت و علیرغم عملکرد خوبش در مقابل آرژانتین در دقیقه ۹۱ از لیونل مسی گل خورد. او در بازی برابر بوسنی و هرزگوین نیز ۳ گل دریافت کرد.

### جام ملتهای آسیا ۲۰۱۵ استرالیا
حقیقی همچنین در جام ملتهای آسیا ۲۰۱۵ استرالیا نیز سنگربان تیم ملی فوتبال ایران بود. حقیقی در سه بازی اول مسابقات دروازه خود را بسته نگه داشت اما در بازی چهارم مقابل تیم ملی فوتبال عراق سه بار دروازه اش باز شد تا تیم ملی فوتبال ایران در ضربات پنالتی از دور رقابت‌ها کنار رود.

## افتخارات
پرسپولیس
- لیگ برتر فوتبال ایران (۱): ۱۳۸۶–۸۷
- جام حذفی (۲): ۸۹–۱۳۸۸، ۹۰–۱۳۸۹

نساجی
- جام حذفی (۱): ۰۱–۱۴۰۰